# 幡野村 (秋田県)
幡野村（はたのむら）は、秋田県雄勝郡にあった村。現在の湯沢市中心部の北西、雄物川右岸、国道398号沿線にあたる。

## 地理
- 河川：雄物川

## 歴史
- 1889年（明治22年）4月1日 - 町村制の施行により、倉内村、金屋村、八幡村、柳田村の区域をもって発足。
- 1954年（昭和29年）3月31日 - 湯沢町・岩崎町・弁天村・三関村・山田村と合併して湯沢市が発足。同日幡野村廃止。

## 交通

### 道路
- 湯沢街道（現・国道398号）

## 著名出身者
- 幡瀬川邦七郎 (力士)